# Kumëny
Kumëny è una cittadina della Russia europea centro-settentrionale, situata nella oblast' di Kirov; appartiene amministrativamente al rajon Kumënskij, del quale è il capoluogo.
Sorge nella parte centrale della oblast', sulle sponde del fiume Bol'šaja Kumëna (affluente della Vjatka), una sessantina di chilometri a sud del capoluogo regionale Kirov.